# 정준 양자화
양자장론에서 정준 양자화(영어: Second quantization)란 주어진 고전 이론을 양자화하는 여러 방법 중 하나이다. 역사적으로, 이는 가장 먼저 발견된 양자화 방식이다. 여기서 "정준"이란 해밀턴역학의 심플렉틱 구조를 일컫는데, 이 구조는 이론을 양자화하여도 보존된다.

## 역사
베르너 하이젠베르크는 교환자를 최초로 도입하였고, 에르빈 슈뢰딩거는 파동 함수를 도입하였다. 양자역학을 표현하는 이 둘 사이의 관계는 폴 디랙이 발견하였다.  디랙은 이 방법을 사용하여 전자기장의 양자화를 시도하였다. 유진 위그너와 파스쿠알 요르단은 이 방법을 써서 전자 마당을 양자화하였다. 정준 양자화 (canonical quantization)이라는 용어도 요르단이 고안하였다.

## 양자 역학
해밀턴 역학에서는 물리적 계를 좌표와 그에 해당하는 운동량으로 기술한다. 좌표와 그 운동량은 계의 심플렉틱 구조를 이룬다. 이 구조는 푸아송 괄호로서 나타내어진다. 양자역학에서는 푸아송 괄호를 교환자로 대체하게 된다. 예를 들어, 좌표와 그 운동량의 푸아송 괄호는 곧 0이 아닌 교환자가 되어, 불확정성 원리를 의미한다. 즉, 고전 이론에서 푸아송 괄호를 교환자로 대체하여 고전 이론을 양자화할 수 있다. 이 때 고전 이론에서 가환적인 변수들이 양자화한 이론에서는 가환하지 않을 수 있다. 따라서 같은 고전 이론에는 여러 개의 서로 다른 양자 이론이 대응할 수 있다.

## 고전 마당의 양자화
같은 방식으로 고전 마당을 양자화할 수 있다. 고전 마당 이론에서는 양자 마당은 가환적인 스칼라, 벡터, 혹은 텐서 값을 가진다. 로렌츠 변환을 깨뜨리고 어떤 특정한 시간 축을 선택하면, 라그랑지안을 이용하여 마당에 해당하는 운동량 마당을 얻는다.
양자 마당 이론에서는 고전적 마당을 양자화한다. 이 때, 마당과 그 운동량 사이에 정준 교환 관계 (canonical commutation relation)를 적용한다. 이를 이용하여 생성 및 소멸 연산자 사이의 교환 관계를 얻고, 이를 이용하여 포크 공간을 얻는다.

## 같이 보기
- 기하학적 양자화
- 양자화 (물리학)